# Родопи (телевизия)
Родопи е бивш български телевизионен канал.Той е първият частен телевизионен канал в България.

## История
Телевизията получава лиценз за ефирно излъчване на 22 септември 1993 година. Първото предаване е осъществено на 24 декември същата година. Основател и управител на медията е Любен Полихронов. Телевизията излъчва по кабел и ефир в Кърджали.
Медията има обществен характер и включва публицистични програми, научнопопулярни филми, забавни предавания и игрални филми. В 19:00 и 21:00 часа се излъчват регионални новини за Кърджали. Едно от запомнящите се предавания на телевизията е петчасовото нощно магазинно предаване „Лека нощ, татковци!“.
Каналът е закрит през 2013 г.